# Niphanda cyme
Niphanda cyme är en fjärilsart som beskrevs av Hans Fruhstorfer 1919. Niphanda cyme ingår i släktet Niphanda och familjen juvelvingar. Inga underarter finns listade i Catalogue of Life.